# Acidente aéreo de 2006 em Nova Iorque
O acidente aéreo em Nova Iorque de 11 de outubro de 2006 ocorreu às 14 horas e 42 minutos (UTC-5). Tratou-se de um pequeno avião (modelo Cirrus SR20) que colidiu com um prédio de apartamentos e caiu na cidade de Nova Iorque, matando pelo menos quatro pessoas. O fato deste acidente acontecer exatamente cinco anos e um mês depois dos ataques de 11 de Setembro de 2001 provocou grande preocupação por parte de autoridades e população locais.

## Incêndio
Ao colidir com edifício o avião causou um incêndio nos andares 40 e 41, que foi controlado pelos bombeiros em torno de uma hora depois. Vinte e uma pessoas ficaram feridas; destas, onze devido ao incêndio.

## Cory Lidle
A aeronave pertencia a Cory Lidle, jogador de baseball norte-americano do New York Yankees. Estava também na aeronave o instrutor de voo, Tyler Stanger. Ambos morreram no desastre. Não se sabe qual dos dois estava pilotando no momento do acidente.
De acordo com uma entevista dada por Lidle, um mês antes do acidente, fazia sete meses que ele era piloto e contava com 95 horas de voo.

## Galeria de imagens

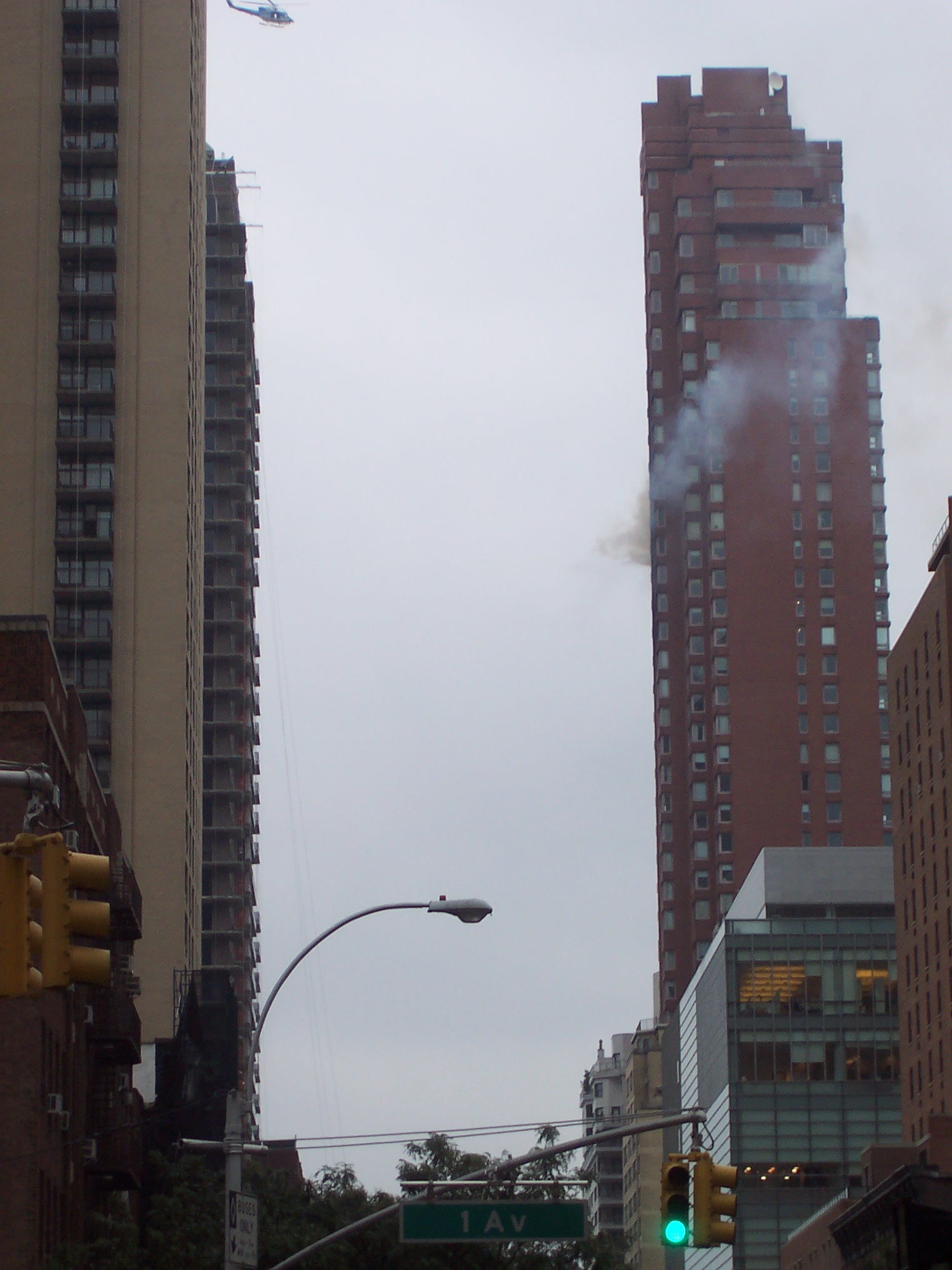
Vista lateral do edifício de apartamentos momentos antes da extinção total do incêndio provocado pela colisão da aeronave.
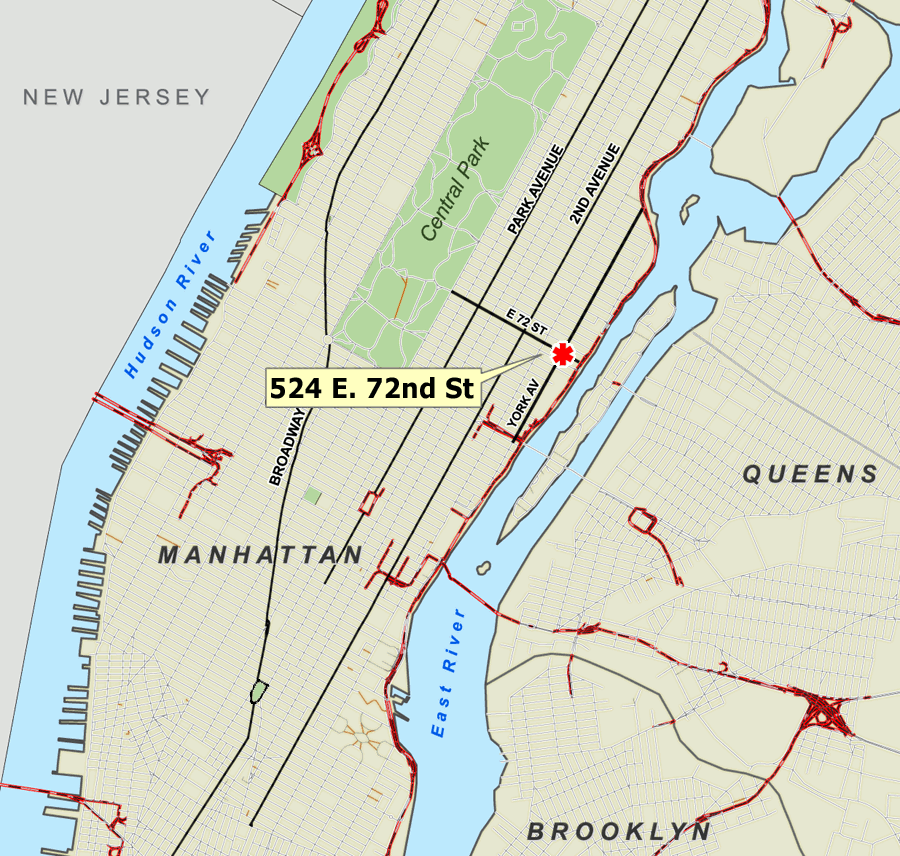
Localização da queda do avião na cidade de Nova Iorque.